# Kejurun Syiah Utama
Kejurun Syiah Utama is een bestuurslaag in het regentschap Aceh Tengah van de provincie Atjeh, Indonesië. Kejurun Syiah Utama telt 111 inwoners (volkstelling 2010).